# Pterotaea cpmstocki
Pterotaea cpmstocki là một loài bướm đêm trong họ Geometridae.